# Journal Citation Reports
El Journal Citation Reports (JCR) és una publicació anual que realitza l'Institut per a la Informació Científica, que actualment és part de l'empresa Thomson Scientific. Aquesta publicació avalua l'impacte i rellevància de les principals revistes científiques del camp de les ciències aplicades i socials. Originalment era part del Science Citation Index, i actualment està realitzat a partir de les dades que aquest conté.

## Índexs
El JCR calcula anualment dos índexs per a les revistes indexades en la seva base de dades:
- JCR Science Edition
- JCR Social Science Edition

## Ús en avaluació de la recerca
Està molt relacionat amb el càlcul del factor d'impacte de les publicacions científiques, un dels principals indicadors a l'hora d'avaluar l'activitat científica a Europa i Estats Units

## Llista de revistes dels territoris de llengua catalana[6]
Llista completa de revistes catalanes, valencianes i balears presents a la versió 2016 del JCR (títol i ISSN).
Catalunya
- Afinidad (ISSN 0001-9704)
- AIDS Review (ISSN 1139-6121)
- Allergologia et Immunopathologia (ISSN 0301-0546)
- Anales de Pedriatría (ISSN 1695-4033)
- Animal Biodiversity and Conservation (ISSN 1578-665X)
- Archivos de Bronconeumología (ISSN 0300-2896)
- Atención Primaria (ISSN 0212-6567)
- BRQ-Business Research Quarterly (ISSN 2340-9436)
- Cirugía Española (ISSN 0009-739X)
- Collectanea Mathematica (ISSN 0010-0757)
- Cuadernos de Economía y Dirección de la Empresa (ISSN 1138-5758)
- Drugs of the Future (ISSN 0377-8282)
- Drugs of Today (ISSN 1699-3993)
- Enseñanza de las Ciencias (ISSN 0212-4521)
- El Profesional de la Información (ISSN 1386-6710)
- Enfermedades Infecciosas y Microbiología Clínica (ISSN 0213-005X)
- Gaceta Sanitaria (ISSN 0213-9111)
- Gastroenterología y Hepatología (ISSN 0210-5705)
- Geologica Acta (ISSN 1695-6133)
- International Microbiology (ISSN 1139-6709)
- Journal of Investigational Allergology & Clinical Immunology (ISSN 1018-9068)
- Medicina Clínica (ISSN 0025-7753)
- Medicina Intensiva (ISSN 0210-5691)
- Neurocirugía (ISSN 1130-1473)
- Neurología (ISSN 0213-4853)
- Publicacions Matemàtiques (ISSN 0214-1493)
- Revista Clínica Española (ISSN 0014-2565)
- Revista de Historia Industrial (ISSN 1132-7200)
- Revista de Neurología (ISSN 0210-0010)
- Revista de Psiquiatría y Salud Mental (ISSN 1888-9891)
- Revista Española de Cardiología (ISSN 0300-8932)
- Revista Española de Medicina Nuclear (ISSN 0212-6982)
- Revista Internacional de Andrología (ISSN 1698-031X)
- Revista Internacional de Métodos Numéricos para Cálculo y Diseño en Ingeniería (ISSN 0213-1315)
- Scientia Marina (ISSN 0214-8358)
- Scripta Nova (ISSN 1138-9788)
- Sintagma (ISSN 0214-9141)
- SORT-Statistics and Operations Research Transactions (ISSN 1696-2281)

Illes Balears
- Adicciones (ISSN 0214-4840)
- Revista de Psicología del Deporte (ISSN 1132-239X)

País Valencià
- Ibérica (ISSN 1139-7241)
- Limnética (ISSN 0213-8409)
- Medicina Oral, Patología Oral y Cirugía Bucal (ISSN 1698-4447)
- Psicológica (ISSN 0211-2159)
- Revista Iberoamericana de Automática e Informática Industrial (ISSN 1697-7912)
- World Rabbit Science (ISSN 1257-5011)